# كينيث مكنيل
كينيث مكنيل (بالإنجليزية: Kenneth McNeill)‏ هو جراح وسياسي جامايكي، ولد في 18 فبراير 1918 في جامايكا، وتوفي في 4 ديسمبر 2001. حزبياً، نشط في حزب الشعب الوطني ‏. وقد انتخب عضو مجلس نواب جامايكا.